# Acàcia de Tres Espines de l'Estació de Sant Andreu Comtal

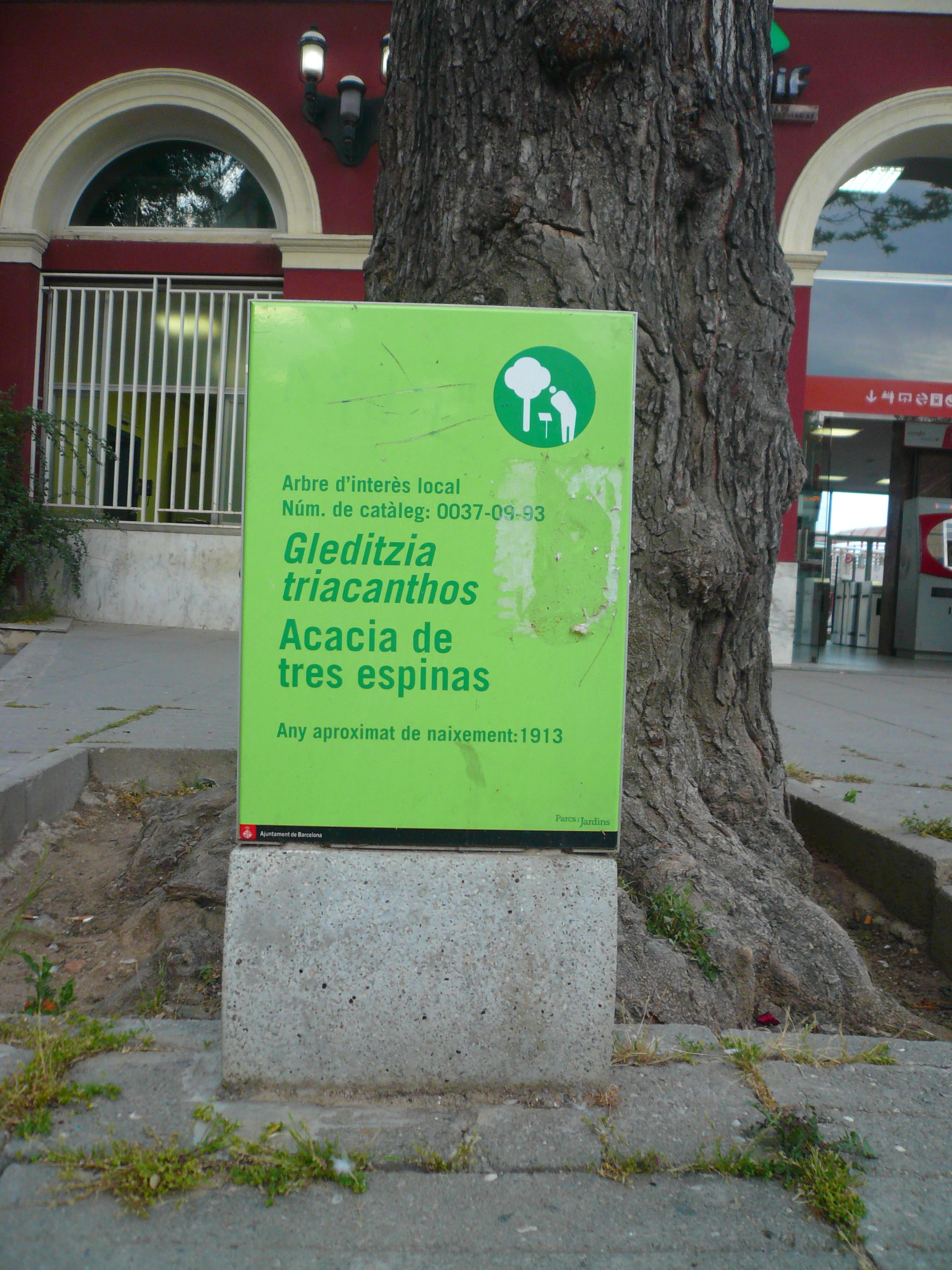

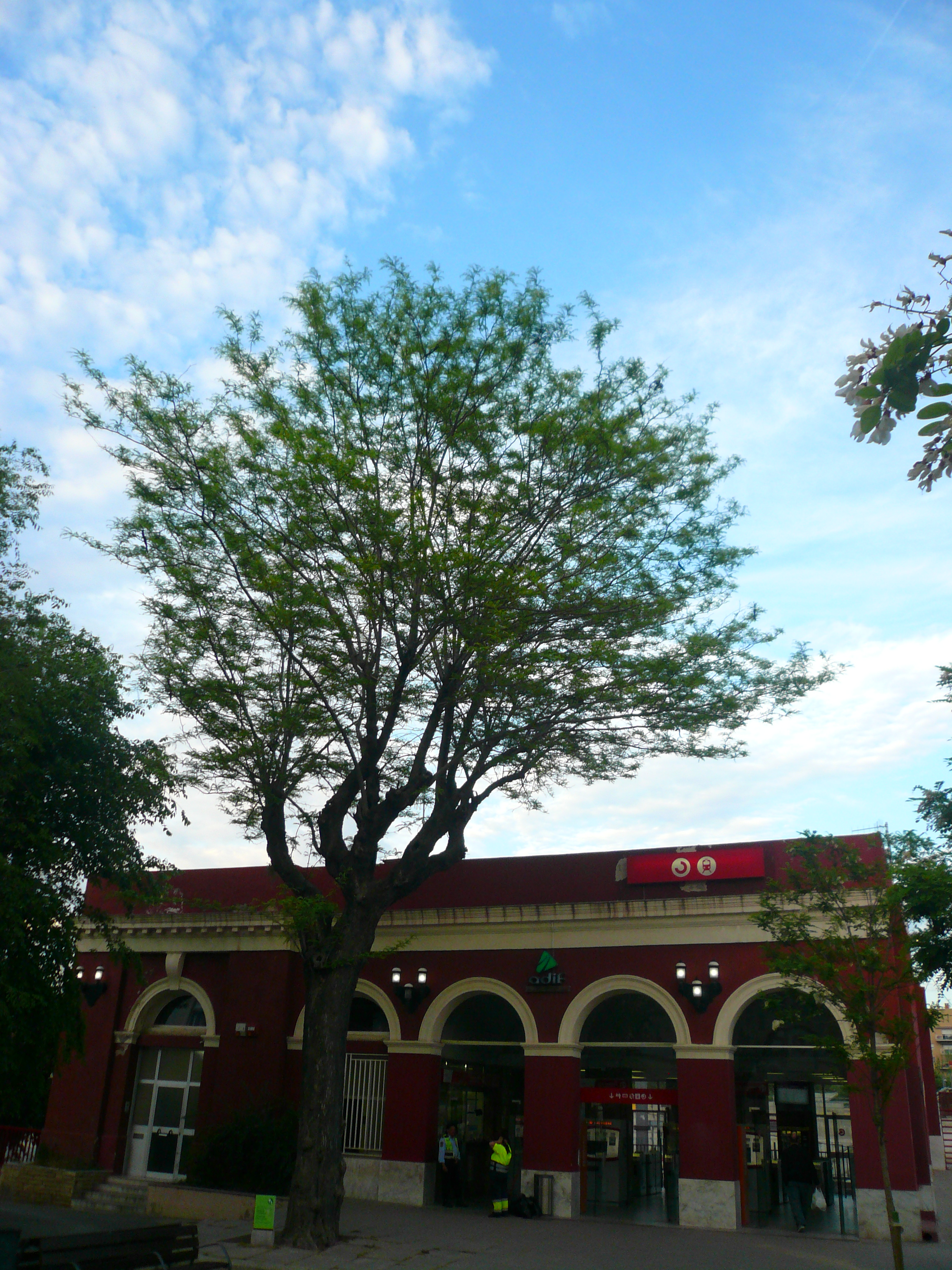

L'Acàcia de Tres Espines de l'Estació de Sant Andreu Comtal (Gleditsia triacanthos) és una acàcia de tres punxes que es troba a l'Estació de Sant Andreu Comtal (Districte de Sant Andreu, Barcelona, Barcelonès).

## Dades descriptives
- Perímetre del tronc a 1,30 m: 2,57 m.
- Perímetre de la base del tronc: 4,02 m.
- Alçada: 16,17 m.
- Amplada de la capçada: 13,78 m.
- Altitud sobre el nivell del mar: 27 m.[1]

## Entorn
És a la plaça de l'estació de Sant Andreu Comtal, entre la zona de darrere de l'església, la clínica Sant Jordi i els jardins del Rec Comtal. Es troba en un espai públic molt freqüentat amb diversitat d'arbres, majoritàriament en escocells: om de Sibèria, robínia, arbre de l'amor, parquinsònia, sòfora, taronger agre i mèlia. També hi trobem tanques d'arbusts com l'abèlia i la troanella, i algunes herbes urbanes com morella de paret, miraguà fals, dent de lleó, ortiga, verdolaga, pastanaga i blet. Hi tenen l'hàbitat el dragó, el colom, la merla, la cotorra de Kramer, el gavià de potes grogues, el xoriguer, la mallerenga carbonera, el gafarró, la cadernera, el pardal comú i l'oreneta cuablanca.

## Aspecte general
En global, l'aparença no és dolenta, tot i que l'arbre ha anat patint l'efecte de diverses podes excessives del passat, les quals li han produït determinats monyons (però sense ferides de consideració). Exteriorment, s'aprecia sanitat, fermesa i es caracteritza pel fet que presenta espines tant espectaculars com perilloses. Aquesta acàcia supera el centenar d'anys i va ésser un dels primers arbres de plantació als escocells dels carrers d'aquest barri de Barcelona.

## Accés
Cal anar just a davant de les portes d'accés i sortida de l'estació de Sant Andreu Comtal, una zona que arrossega força activitats que afecten obres de remodelació de carrers, jardins i vies ferroviàries. GPS 31T 04294774 4587506.